# 贝希夫 (伊万诺-弗兰科夫斯克州)
49°8′14″N 24°52′36″E / 49.13722°N 24.87667°E
贝希夫（烏克蘭語：Бишів），是烏克蘭西部的村莊，隸屬伊萬諾-弗蘭科夫斯克州伊萬諾-弗蘭科夫斯克區的杜比夫齐市镇。該村始建於1442年，面積11.3平方公里，海拔高度299米，2001年人口285，人口密度每平方公里25.3人。